# Ardmore (Oklahoma)
Ardmore è una città della Contea di Carter, in Oklahoma. La popolazione al censimento del 2010 era di 24.283 persone residenti.